# Pietro Gelalich
Pietro Gelalich o Želalić (Cattaro, circa 1731 – Senglea, 10 dicembre 1811) è stato un corsaro dalmata attivo a Malta alla fine del XVIII secolo. Guidò l'ammutinamento della nave ammiraglia turca La Couronne Ottomane nel 1760 prima di distinguersi nell'ultimo periodo del Corso maltese fino al 1798.

## Origine
È originario delle Bocche di Cattaro della Dalmazia. Il suo nome è una trascrizione del cognome croato Želalić.

## L'ammutinamento dellaCorona ottomana

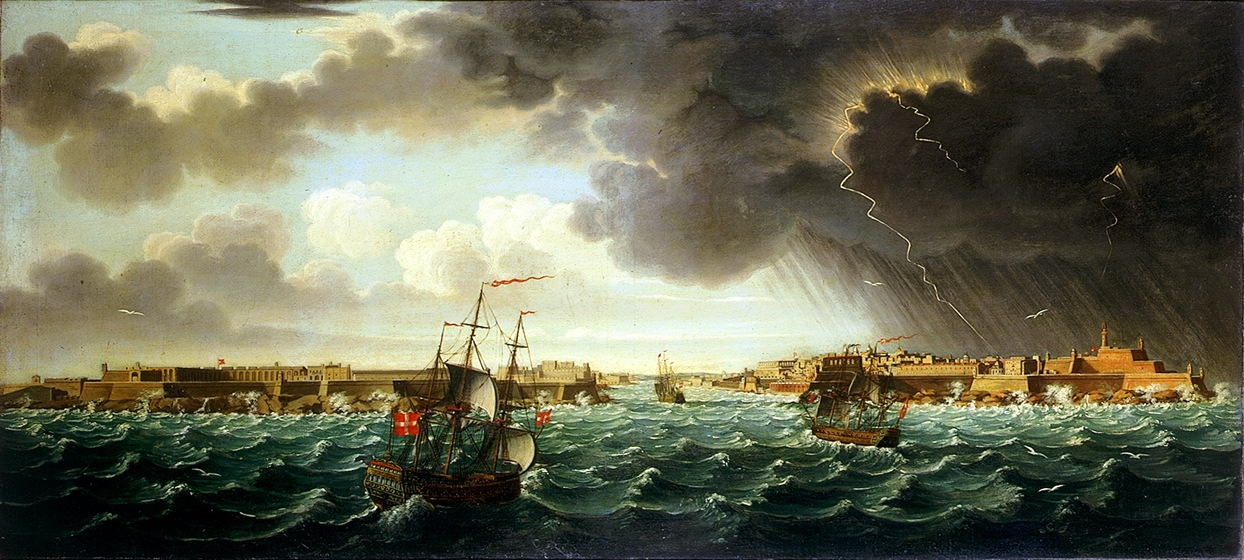
Porto della Valletta durante la tempesta, intorno al 1750.

Nel 1760, Pietro Gelalich era schiavo nella ciurma della Corona Ottomana, la nave ammiraglia della flotta ottomana. La nave partì nel giugno 1760 per un giro di riscossione delle tasse, con a bordo il Grande Ammiraglio ottomano (Capitan Pasha). Si fermarono a Kos il 19 settembre 1760 per la preghiera del venerdì. L'ammiraglio e la maggior parte dei soldati scesero a terra: questa era l'occasione che gli schiavi cristiani aspettavano per ammutinarsi e prendere il controllo della nave. Sotto la guida di Gelalich, gli insorti riuscirono a sfuggire ai marinai turchi e ai loro inseguitori. La nave arrivò trionfante nel porto della Valletta il 6 ottobre 1760. Il ricco bottino viene spartito tra gli ammutinati, che decisero di offrire la nave all'Ordine di San Giovanni di Gerusalemme di Malta che li accolse come eroi.

## Gelalich corsaro
Gelalich fu ammesso nell'Ordine di Malta come fratello in servizio d'armi e comandò una galeotta dell'Ordine nel 1764. Poi partì da solo, ottenne la licenza, acquistò il suo brigantino nel 1768 e continuò la guerra di corsa per proprio profitto.
Le sue spedizioni sembrano aver avuto fortune alterne. I documenti consolari ci forniscono alcune informazioni sulla sua attività:
- Il 6 settembre 1778 disturbò le autorità francesi perché catturò quattro marinai musulmani che lavoravano su una nave noleggiata dalle autorità francesi per il trasporto tra Latakia e Cipro. Il pascià di Siria minaccia poi i francesi di Latakia e il consolato dovette pagare una pensione alle famiglie dei marinai. Il console francese era furioso con Gelalich: soldi da prelevare da casse vuote, la mancanza di considerazione sul passaporto cipriota dei marinai e la promessa non mantenuta di Gelalich di restituire i marinai.[7]
- Il 3 giugno 1781 Gelalich si trovava a Lampedusa sulla sua galiota e partì con Giasone Cumbi, un altro corsaro, per una spedizione alle coste di Barbaria. Ma dovettero esserci dei guai perché il 2 luglio tre corsari maltesi, tra cui Gelalich, si spartirono i membri dell'equipaggio della nave di Cumbi che andò a fuoco.[6]
- L'11 agosto 1781 il conte di Saint-Priest, ambasciatore francese a Costantinopoli, scrisse al suo omologo a Malta e chiese sanzioni al Gran Maestro contro Gelalich per aver catturato un agente francese.[7] Nel 1786 per questa vicenda o per una simile, Gelalich dovette finalmente risarcire le spese ai francesi.[7]
- Nel 1786 Gelalich catturò tra Costantinopoli e Salonicco un turco di 28 anni di nome Sari Gueulli Hagi Osman; la sua famiglia ne chiese il riscatto.[7]
- Nel gennaio 1788, il pascià di Creta chiese di pagare il riscatto per un tartaro di nome Ali che[7] Gelalich aveva catturato.
- Il 6 ottobre 1788, la mezza galea di Gelalich fu inseguita per 12 ore da cinque galeotte barbaresche.[8]

## Personalità
Le testimonianze descrivono un pittoresco bandito, di cui si parlava tanto a terra nelle taverne quanto per mare. L'inquisitore maltese vigila attentamente su Gelalich come gli altri corsari, diffidando di questi individui selvaggi e liberi da regole giudiziarie e religiose.
Viene così riferito all'inquisizione che, in caso le catture mancassero per troppo tempo, Gelalich aveva fatto portare sul ponte superiore il ritratto di San Nicola, santo protettore dei marinai, e minacciato di sputargli addosso se il santo non lo avesse aiutato a catturare qualche nave. Cosa ancora più grave per l'inquisizione, Gelalich fu sospettato di sodomia con un giovane marinaio di nome Marco, che una volta aveva picchiato per averlo sorpreso a flirtare con un altro marinaio. Ma forse l'ironia della sorte fu quella di essere stato sorpreso a mangiare carne il Venerdì Santo, con grande orrore della sua serva, del marito e di un compagno corsaro.

## Fine della carriera
Gelalich concluse bruscamente la sua carriera nel 1795, dopo l'ammutinamento del suo equipaggio che ne reclamò il bottino. Si ritirò quindi a terra, nell'agio e nel rispetto generale.
Pietro Gelalich morì il 10 dicembre 1811 a Senglea (L-Isla). È sepolto a Il-Birgu nella Chiesa dell'Assunzione. La chiesa e la sua tomba furono distrutte durante i bombardamenti della Seconda Guerra Mondiale.